# Branka Uzur
Branka Uzur (Zagreb, 1954. — Opatija, 2013.) bila je hrvatska keramičarka. Rođena je u Zagrebu 1954. a umrla je u Opatiji 2013 godine. Školu primijenjene umjetnosti u Zagrebu završila je 1973. Godine 1978. diplomirala je na Akademiji za primijenjenu umjetnost u Beogradu.Bavila se je i konzerviranjem restauriranjem keramike i stakla, slikarstvom, crtežem, te oblikovanjem staklenih skulptura. Od 1992. – 2008. živjela je u Australiji.Nekoliko godina živjela je i na Cipru,kao voditeljica projekta za promociju lijepih zanata. 

## Vanjske poveznice
http://www.brankauzur.com/hr/Autorica